# ژوزف پانوسیان
ژوزف رتئوسی پانوسیان (ارمنی: Ժոզեֆ Ռեթևոսի Փանոսյան؛  زادهٔ ۳۱ ژوئیهٔ ۱۹۴۰) یک فیزیکدان اهل ارمنستان است.

## زندگی‌نامه
در  ۳۱ ژوئیهٔ ۱۹۴۰ در ایروان به دنیا آمد و از دانشگاه دولتی ایروان (۱۹۶۳) فارغ‌التحصیل شد. وی همچنین برنده دانشمند شایسته جمهوری ارمنستان (۲۰۱۳) شده است.

## یادداشت
1. ↑  ՖիզիկամաթեմատիկականԳիտությունների դոկտոր